# Lakshmi Sahgal

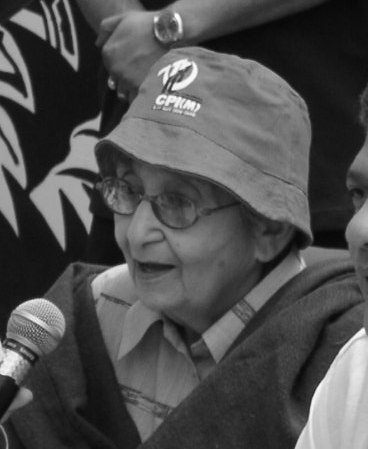
Lakshmi Sahgal

Lakshmi Sahgal (auch Sehgal; Hindi: लक्ष्मी सहगल, Lakṣmī Sahagal; * 24. Oktober 1914 in Madras; † 23. Juli 2012 in Kanpur, Uttar Pradesh) war eine indische Politikerin und während des Zweiten Weltkriegs Offizierin der Indian National Army. Sie wurde auch bekannt als Captain Lakshmi bzw. Colonel Lakshmi.

## Leben
Sahgal wurde als Tochter des tamilischen Strafrechtlers S. Swaminathan und der Sozialarbeiterin, Freiheitskämpferin und Frauenrechtlerin A.V. Ammukutty (auch bekannt als Ammu Swaminathan) geboren. Sie studierte Medizin am Madras Medical College und wurde diplomierte Gynäkologin. 1940 ging sie nach Singapur und praktizierte dort.
Nach der Kapitulation der Briten gegenüber den Japanern 1942 kam sie in Kontakt mit indischen Soldaten und 1943 schließlich mit Subhash Chandra Bose, der ein Frauenregiment (Rani of Jhansi Regiment) innerhalb der Indian National Army (INA) gründen wollte. Lakshmi trat dieser Brigade bei und erhielt den Rang eines Colonel. Sie war militärisch wie medizinisch engagiert. In der provisorischen Regierung Azad Hind hielt sie ein Ministeramt inne. 1946 wurde sie von den Briten gefangen genommen und nach Indien verbracht, später jedoch ohne Verfahren wieder freigelassen.
1947 heiratete sie Colonel Prem Sahgal – ein ehemaliges Mitglied der Indian National Army und einer von vier exemplarischen Angeklagten der INA im Kriegsverbrecherprozess im Roten Fort – in Lahaur und sie ließen sich in Kanpur nieder, wo Lakshmi als Ärztin tätig war.
1971 wurde Lakshmi Sahgal Mitglied der Communist Party of India (Marxist). 2002 wurde sie bei den Präsidentschaftswahlen von den vier linken Parteien Communist Party of India (Marxist), Communist Party of India, Revolutionary Socialist Party und All India Forward Bloc als einziger Gegenkandidat gegen A. P. J. Abdul Kalam nominiert, war jedoch deutlich unterlegen.
1998 wurde sie mit dem Padma Vibhushan ausgezeichnet.
Ihre Tochter Subhashini Ali war mit dem Regisseur Muzaffar Ali verheiratet und ist eine prominente kommunistische Politikerin und Gewerkschafterin. Deren Sohn Shaad Ali, Sahgals Enkel, ist ebenfalls Regisseur.